# Јанаћко Јовић
Јанаћко (Аксентија) Јовић (Доња Речица, 1889 — 1916) био је српски официр. Двоструки је носилац Карађорђеве звезде са мачевима.

## Биографија
Рођен је 1889. године у Доњој Речици, срез прокупачки, од оца Аксентија и мајке Убавке. Један од најхрабријих официра српске војске, двоструки витез Карађорђеве звезде, велика и неостварена љубав Енглескиње Флоре Сандес, која је у својим мемоарима оставила много драгоцених података о њиховој љубави и великом његовом јунаштву. У ратове је кренуо 1912. године као каплар. До своје смрти борио се у Гвозденом пуку. Већ у рату са Турцима 1912. године истакао се својом храброшћу. Специјалност му је била да ноћу ножем ликвидира бугарске стражаре.
За изузетно јунаштво у рату са Бугарима 1913. године унапређен је у чин резревног потпоручника и командује водом у биткама на Церу и Колубари, кад је два пута теже рањаван. За велико јунаштво у тим биткама први пут је одликован официрским орденом КЗм и IV реда. На Солунском фронту, као поручник командује четом и за показану храброст у бици на Горничеву, по други пут је одликован официрским орденом КЗм и IV реда. Јуначки је погинуо 6.10.1916. године, у борби код села Сливнца на Црној Реци, када је на јуриш немачког батаљона, повео своју чету на контрајуриш и у страховитом судару разбио Немце, потиснуо их и на крају борбе је био смртно погођен у груди. Погинуо је у 27. години живота, не стигавши да се због ратова ожени. Сахрањен је на српском војничком гробљу у селу Добровени код Битоља. Поред две Карађорђеве звезде био је одликован и са две златне Обилића медаље за храброст, као и другим српским и савезничким одликовањима.